# جون بيتر ريتشاردسون الثاني
جون بيتر ريتشاردسون الثاني (بالإنجليزية: John Peter Richardson II)‏ (و. 1801 – 1864 م) هو سياسي، ومحام من الولايات المتحدة الأمريكية .
وهو عضو في الحزب الديمقراطي الأمريكي .

## التعليم
تعلم في جامعة كارولاينا الجنوبية.